# Rudolf Drbohlav

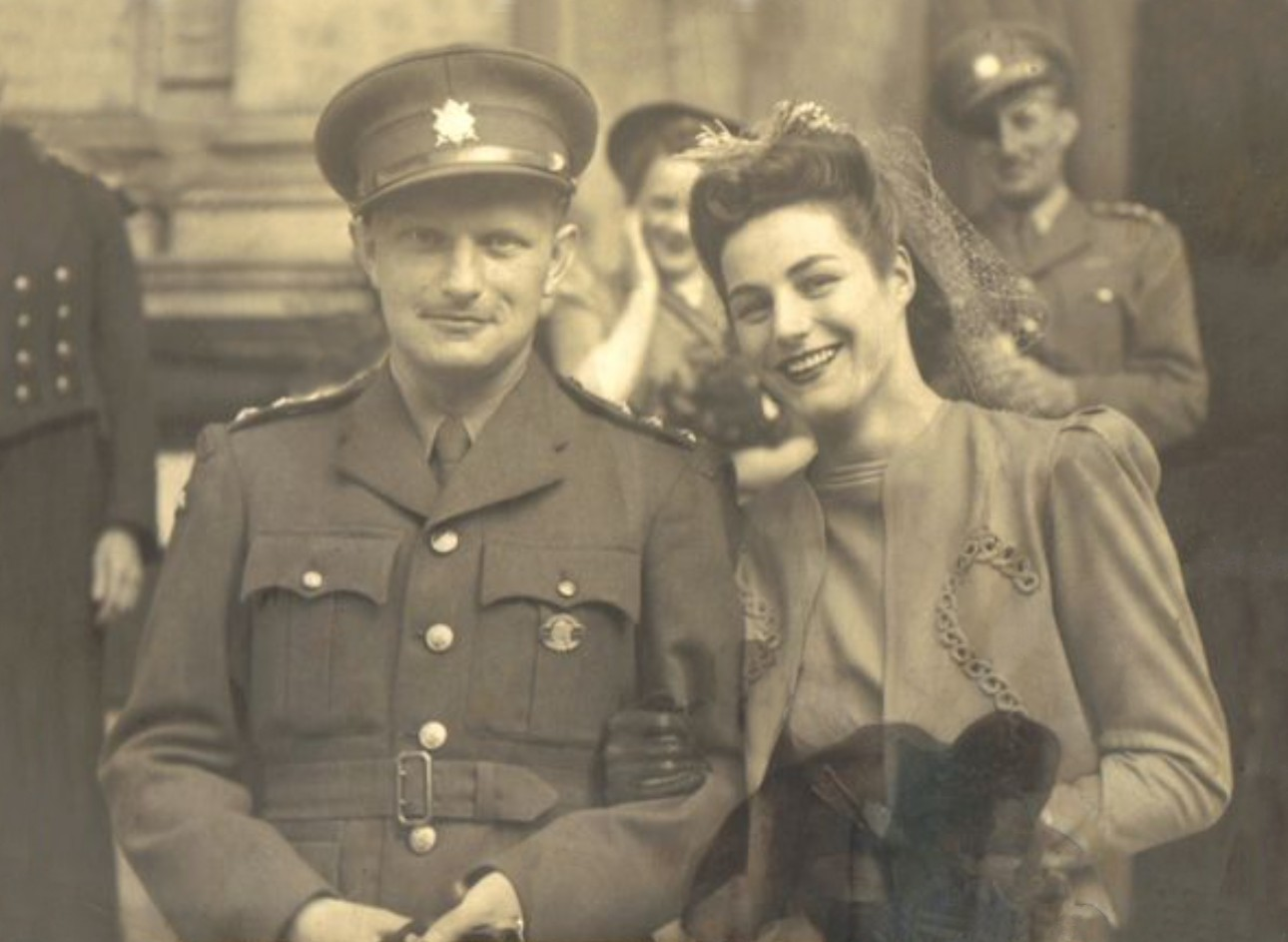
Svatební fotografie s manželkou Katherine Crehan z Irska

Rudolf Drbohlav (27. června 1914 Löbau, Sasko – 6. listopadu 1952 Londýn) byl voják z povolání (důstojník), za protektorátu účastník II. (zahraničního) protiněmeckého odboje a po únoru 1948 organizátor III. (zahraničního) protikomunistického odboje.

## Život

### Studia
Rudolf Drbohlav se narodil 27. června 1914 v Löbau v Sasku. Vyrůstal v Šárovcově Lhotě nedaleko Hořic v Podkrkonoší. Středoškolské studium zakončil v roce 1933 maturitou a po absolvování vojenské prezenční služby nastoupil ke studiu na Vojenské akademii v Hranicích. Po studiu na akademii (v letech 1934 až 1936) se stal důstojníkem pěchoty a v prvorepublikové československé armádě zastával (až do března 1939) různé funkce u pěších jednotek.

### II. odboj
Po německé okupaci Čech, Moravy a Slezska (a vyhlášení Protektorátu Čechy a Morava 15. března 1939) se poručík Rudolf Drbohlav krátce zapojil do domácího protiněmeckého odboje tím, že pomáhal při ilegálních odchodech deaktivovaných československých důstojníků z protektorátu do zahraničí.  Sám pak tajně protektorát opustil 30. května 1939. Z Polska se dostal do Francie, zde krátce sloužil v Cizinecké legii a na podzim roku 1939 se stal příslušníkem československého vojska ve Francii. V červnu 1940 se účastnil (ve funkci zpravodajského důstojníka) krátkého tažení pěšího pluku 1, které pro Čechoslováky nakonec skončilo evakuací z Francie do Velké Británie.
Ve Velké Británii jej v roce 1941 zařadili ke zpravodajskému odboru  exilového čs. Ministerstva národní obrany v Londýně. Tady procoval v šifrové skupině a současně absolvoval i některé užitečné vojenské kurzy (sabotážní, parašutistický a zpravodajský). K jeho pracovním povinnostem patřily i výslechy zajatců zadržovaných v zajateckých táborech.

### Československo 1945 až 1948
Po skončení druhé světové války se vrátil zpět do Československa, byl přidělen k vojenskému zpravodajství na Hlavním (generálním) štábu v Praze a jako perspektivní kádr zahájil studium na Vysoké škole válečné v Praze.  Krátce po převzetí moci komunisty v únoru 1948 byl major Rudolf Drbohlav vyloučen ze studia (nebyl loajální k nastupujícímu totalitnímu režimu), přeřazen na podřadné místo a 1. června 1948 propuštěn ze služby v československé armádě.

### III. odboj
Z Irska si Rudolf Drbohlav do Československa přivezl manželku (Katherine Crehan), se kterou měl syna. Po únoru 1948 odjela jeho choť i s tříletým synkem zpět do Velké Británie. Ještě v červnu 1948 odešel major Drbohlav tajně přes hranice z Československa znovu do exilu, ale nikoliv za rodinou do Velké Británie, ale usadil se v německém Řezně (Regensburgu), odkud již od konce léta 1948 řídil vlastní zpravodajskou skupinu „Iron“. Téměř čtyři roky působil v protikomunistickém odboji tím, že vysílal na území Československa ilegálně kurýry (agenty–chodce), kteří budovali sítě zpravodajských zdrojů a spojek, přinášeli zprávy a dokumenty. Drbohlavova skupina „Iron“ byla (po řadě neúspěchů) rozvrácena dvěma zásahy státní bezpečnosti (StB), která do skupiny infiltrovala (a StB dopadla řadu kurýrů – agentů chodců) a dne 28. dubna 1952 byla činnost Ironu zastavena.
Skupinu vedenou Rudolfem Drbohlavem rozložil vojenský dezertér František Vaněček (* 1926). Jako voják základní služby zběhl v roce 1950 z československé armády do Německa a v uprchlickém táboře Valka se přihlásil ke spolupráci s kontrašpionážním sborem (CIC) zpravodajské služby armády Spojených států. Ve skupinách řízených Františkem Bogatajem („Frankem“) a Rudolfem Drbohlavem („Ralphem“) fungoval Vaněček na pozici kurýra. V Drbohlavově skupině se Vaněček (pod krycím označením „Viktor“) postupně vypracoval z pozice kurýra na „helpera“ a dokonce i na funkci „instruktora“.
František Vaněček se, během své třetí cesty do komunistického Československa, dne 16. května 1951 dobrovolně přihlásil československé pohraniční stráži (PS). Od té doby tento velice aktivní agent vojenské kontrarozvědky (VKR) (s krycím jménem „Luděk Stránský“) dodal státní bezpečnosti (StB) více než 100 hlášení (zpráv).
Skupinu vedenou Rudolfem Drbohlavem rozložila infiltrace komunistickými agenty. Skupina byla rozpuštěna 28. dubna 1952 a hlavní podíl na její dekonspiraci měl právě František Vaněček. (Paradoxně byl Vaněček dokonce v květnu 1952 povolán do štábu skupiny generála Františka Moravce v Bensheimu.)
Zrádná činnost dvojitého agenta („krtka“) Františka Vaněčka byla náhodně odhalena na podzim 1952 a Vaněček se vrátil se do Československa natrvalo. Trestní řízení vedené proti němu za „zběhnutí z vojenské základní služby“ bylo zastaveno díky milosti prezidenta republiky udělené mu za „zásluhy o stát“.

### Závěr života
Rudolf Drbohlav odjel 28. dubna 1952 za svojí rodinou do Londýna. Již od roku 1949 trpěl vleklými zdravotním potížemi, které se začaly v Londýně projevovat rychle se zhoršujícím zdravotním stavem. Dne 6. listopadu 1952 zemřel (ve věku 38 let) na zhoubný nádor (melanom). Jeho ostatky byly pohřbeny na hřbitově v londýnské čtvrti Hendon.

## Dovětek
V létě 1948 bylo na území americké okupační zóny Německa započato s vytvářením československých zpravodajských skupin pod patronací amerických zpravodajských služeb. Tato činnost byla kamuflována „krycí“ organizací Economic Research Unit (zkratka ERU; česky: jednotka ekonomického výzkumu) se sídlem v Regensburgu. Kolem roku 1953 byla činnost této organizace ukončena.
Během fungování ERU vzniklo několik skupin, v jejichž čele stáli vedoucí, kteří měli ku pomoci dva až tři asistenty (tzv. „helpery“), písaře a překladatele. (Existovala například skupina Jaroslava Kašpara – „Pátého", Rudolfa Drbohlava – „Ralpha", Františka Bogataje – „Franka", Aloise Šedy - „Šubrta" a Františka Moravce – „Arnolda".) Vedoucí a asistenti řídili samostatně několik kurýrů (agentů–chodců). Skupiny měli své „náboráře“, kteří získávali jednotlivé pěšáky („kurýry“) většinou z řad osob soustřeďovaných v uprchlických táborech. Takto získaní kurýři bydleli v detašovaných objektech skupiny, případně někde soukromě, nebo pobývali v uprchlických táborech. Zpočátku neabsolvovali kurýři žádný výcvik, přes hranici pronikali díky velkému množství cest vedoucích podél hranice a v Československu prováděli zpravodajskou činnost.
Jednotlivé zpravodajské skupiny tvořily dynamické struktury, které vznikaly, zanikaly nebo se členové skupin všelijak přeskupovali. Asi v roce 1952 byly všechny tyto skupiny sloučeny pod velením generála Františka Moravce. Činnost těchto československých zpravodajských skupin při amerických zpravodajských službách byla ukončena ke konci roku 1954. Státní bezpečnost (StB) za období let 1950 až 1960 odhalila celkem 2 299 osob, které byly napojeny na aktivity zpravodajských služeb USA. V tomto období bylo zatčeno 199 kurýrů (z toho sedmnáct jich bylo popraveno a šest zastřeleno při zatýkání nebo při přechodu státní hranice).

Vedoucí zpravodajských skupin
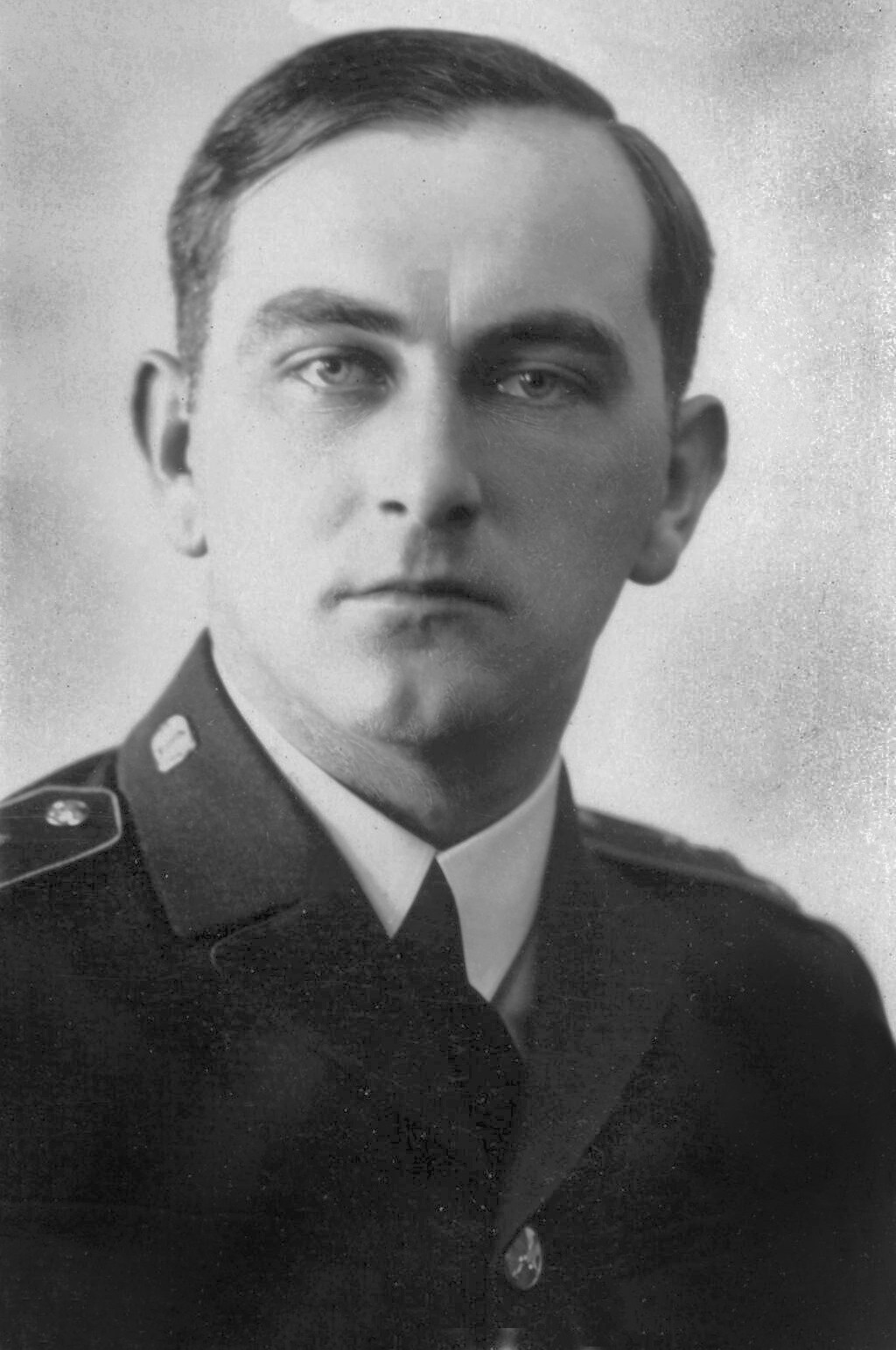
Jaroslav Kašpar
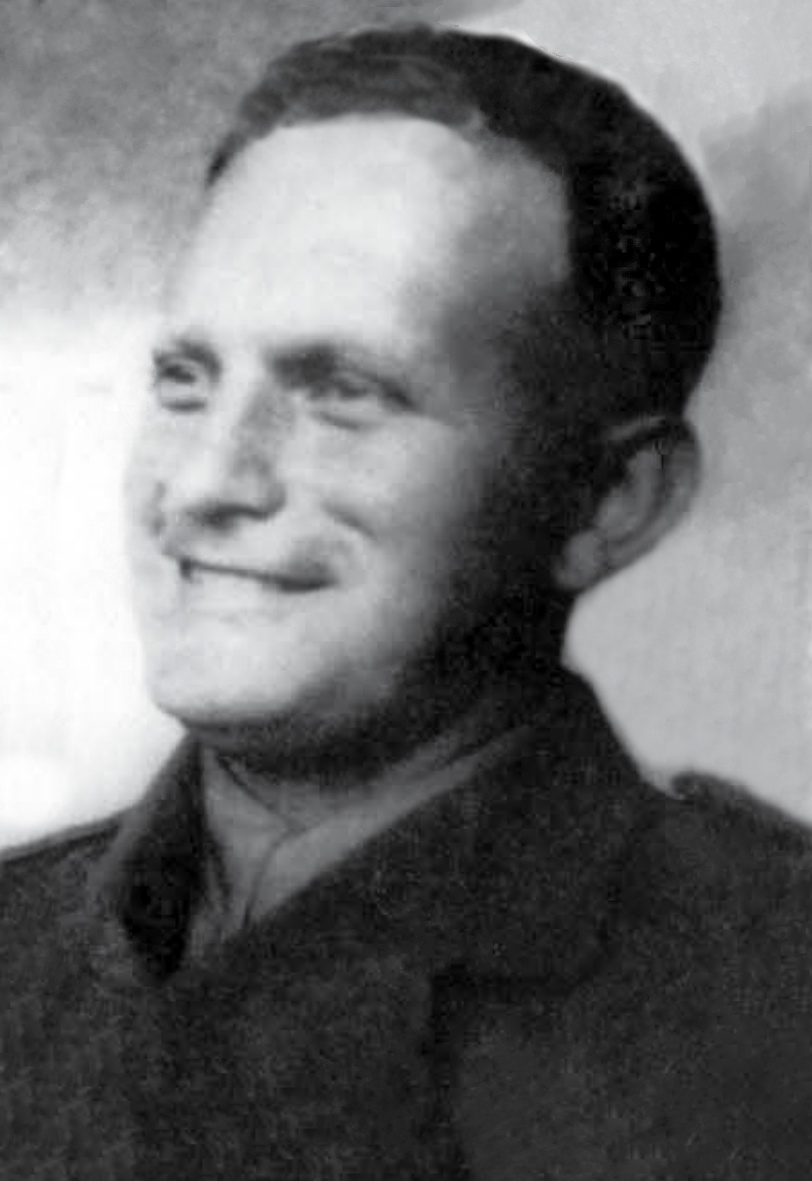
Rudolf Drbohlav
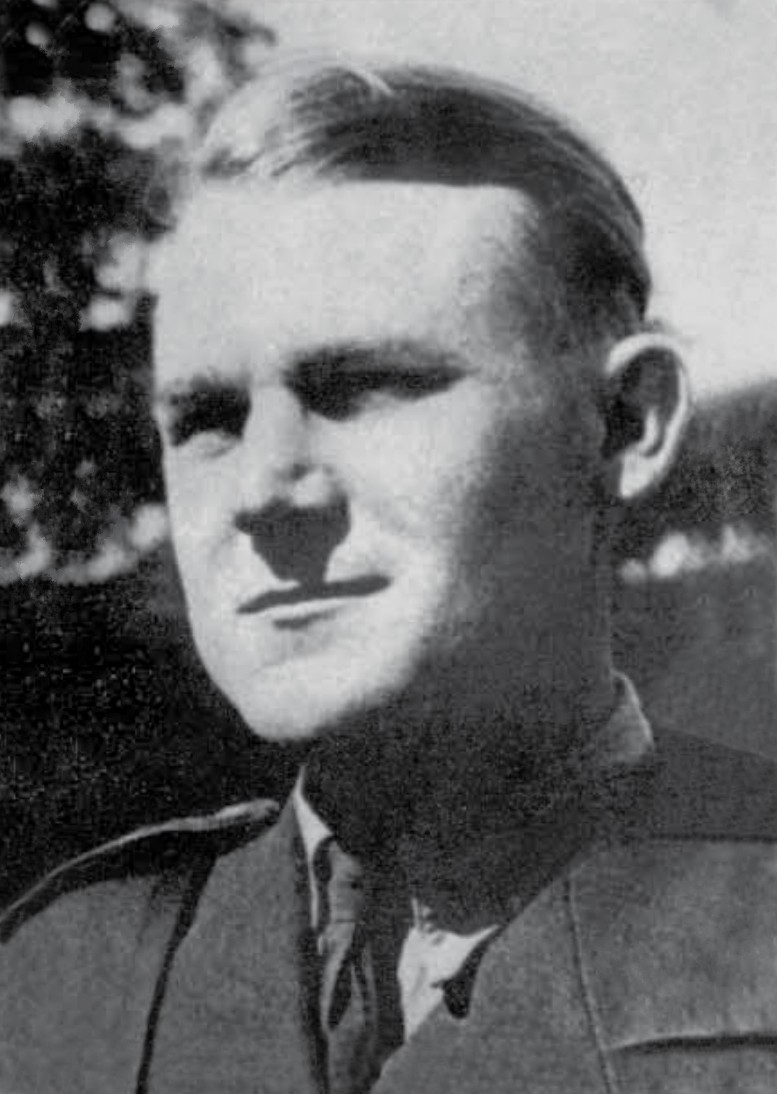
František Bogataj
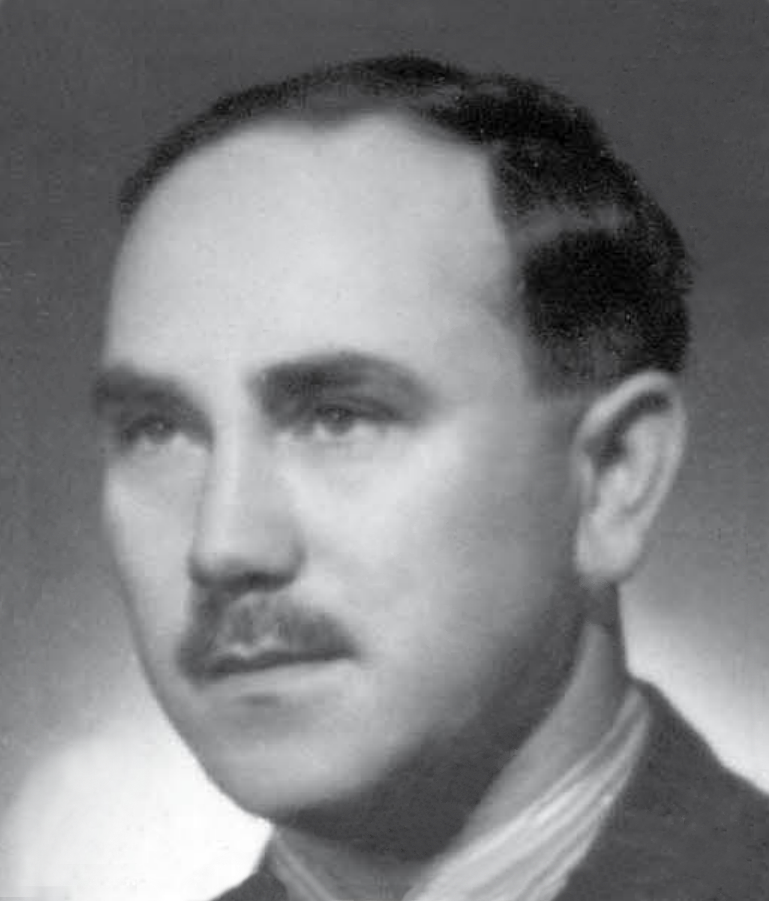
Alois Šeda
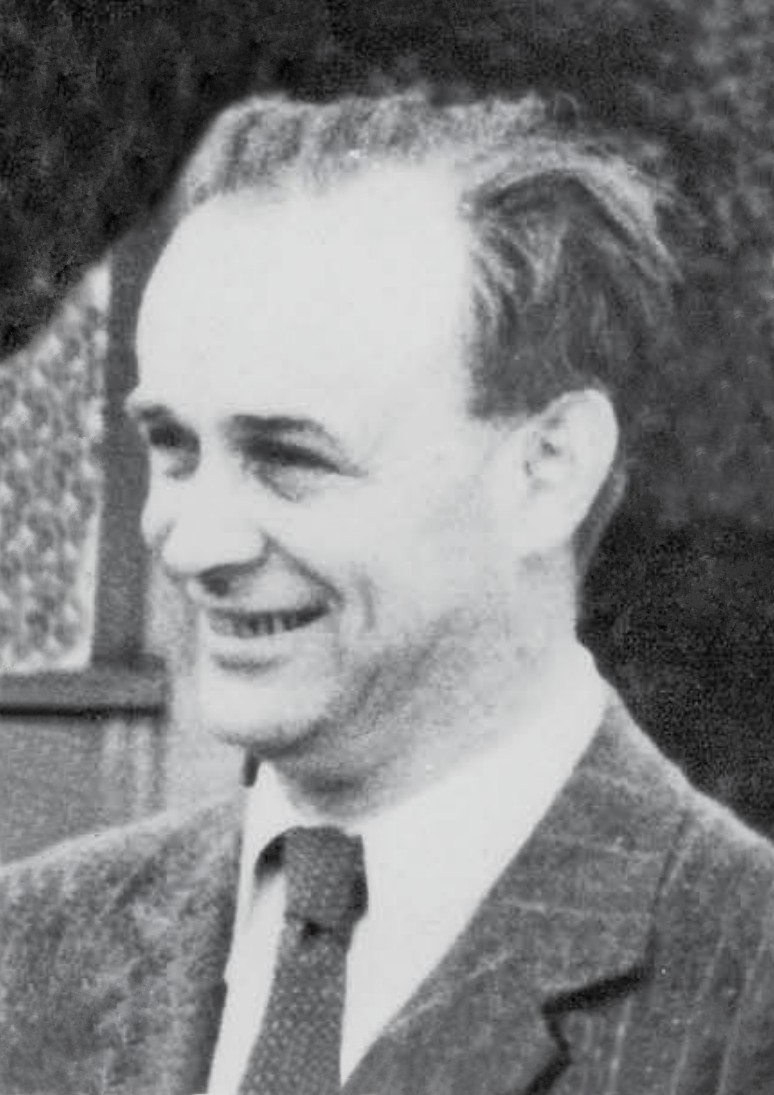
František Moravec